# Gabriel Motta
Gabriel Rodrigues Motta, más conocido como Gabriel Motta, (São Bernardo do Campo, São Paulo, Brasil, 16 de agosto de 1999) es un jugador de fútbol sala italo-brasileño que juega como ala en el Jimbee Cartagena de la Primera División de fútbol sala y en la Selección de fútbol sala de Italia.

## Carrera
Nacido en São Bernardo do Campo, São Paulo, comenzó su carrera en el Sport Club Corinthians Paulista, con el que se proclamó campeón del mundo sub-17 frente al Fútbol Club Barcelona. 
En la temporada 2017-18, firma por el Maritime Futsal Augusta italiano, con el que ganó la Copa de Italia y la Liga sub-19.
En la temporada 2018-19, firma por el Real Futsal Arzignano de la Divisione Calcio a 5. 
En la temporada 2019-20, firma por el Todis Lido di Ostia de la Divisione Calcio a 5. 
El 19 de agosto de 2021, firma por el Jimbee Cartagena de la Primera División de fútbol sala.
El 29 de febrero de 2024, renueva con el Jimbee Cartagena por dos temporadas y un más opcional.

El 23 de junio de 2024, logra el título de la Primera División de fútbol sala con el Jimbee Cartagena al vencer en la final a ElPozo Murcia por tres victorias a uno en el cuarto partido de la final.
En la temporada 2024/25 consigue su segunda Supercopa de España de fútbol sala de forma consecutiva con Jimbee Cartagena disputada su Final Four en el Palacio de Deportes de Cartagena el 18 y 19 de enero de 2025 derrotando al FC Barcelona (fútbol sala) por 4-3 y ganando la Final al Real Betis Futsal por 3-1.
Termina 5° clasificado en liga regular y se proclama campeón de la Primera División de fútbol sala por segunda temporada consecutiva eliminando en 1/4 de Final a Inter Fútbol Sala por (2-1) al mejor de 3 partidos, en Semifinales a ElPozo Murcia por (3-1) al mejor de 5 partidos y ganando la final de liga a FC Barcelona (fútbol sala) en el 4° partido de la serie por 3 goles a 2 en un último minuto épico y extraordinario del conjunto melonero que a falta de 47 segundos para el final conseguía el empate a 2 y a sólo 15 segundos marcaban el 3-2 definitivo.

## Clubes
- Sport Club Corinthians Paulista (2016-2017)
- Maritime Futsal Augusta (2017-2018)
- Real Futsal Arzignano (2018-2019)
- Todis Lido di Ostia (2019-2021)
- Jimbee Cartagena (2021-)

## Palmarés

### Colectivos
- 1 x Copa Italia de fútbol sala (2018)
- 2 x Supercopa de España (2024) (2025)
- 2 x Primera División de fútbol sala (2024) (2025)